# Querbeet
Querbeet (bis Mai 2010 auch Querbeet durchs Gartenjahr) ist eine Fernsehsendung des Bayerischen Rundfunks, eine Ratgebersendung mit Beiträgen rund um die Themen Garten, Blumen, Pflanzen.

## Sendungsinfo

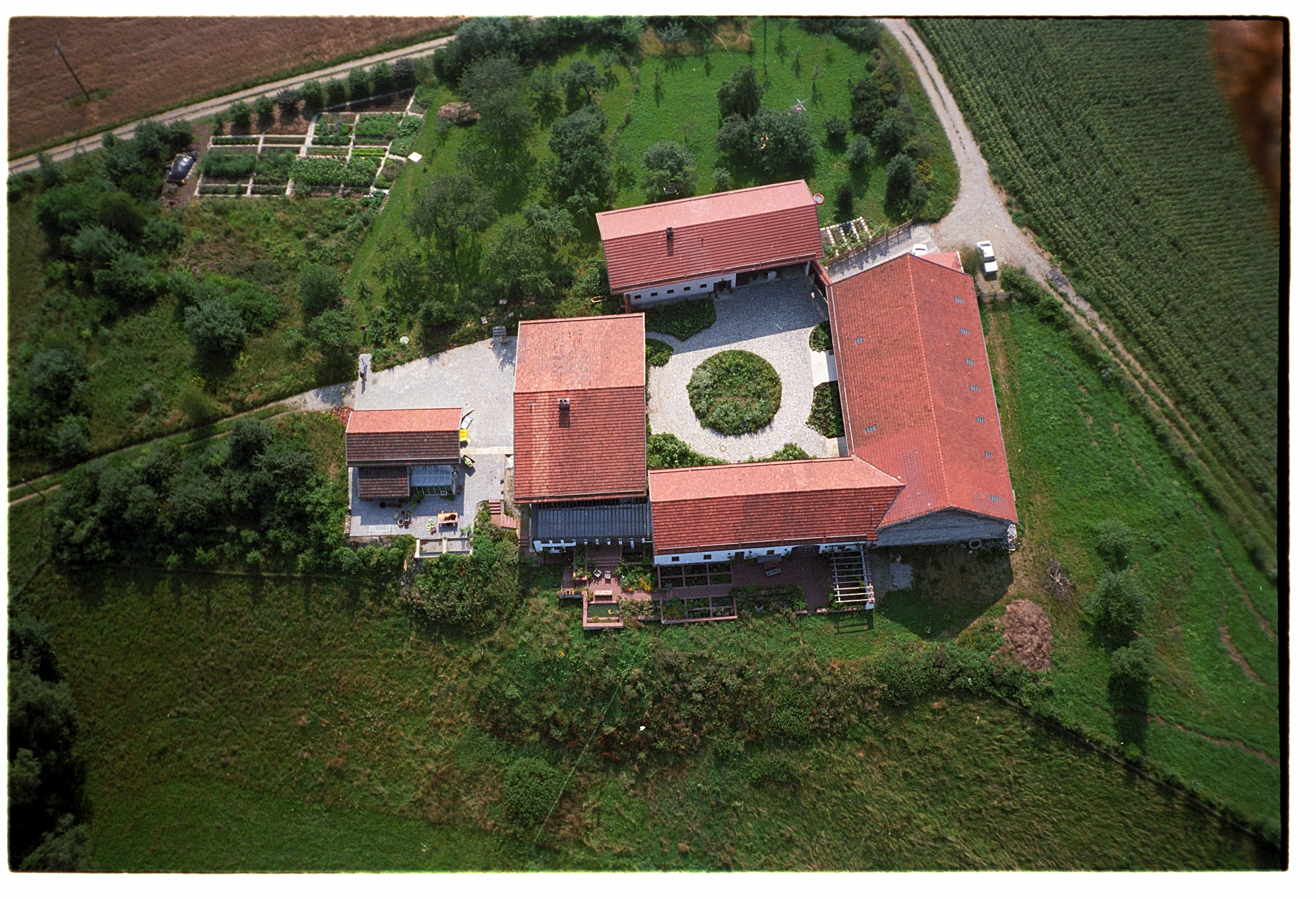
Querbeet-Gartenanlage in Passelsberg

Innenhof des Querbeetgartens in Niederbayern (1994–2010)

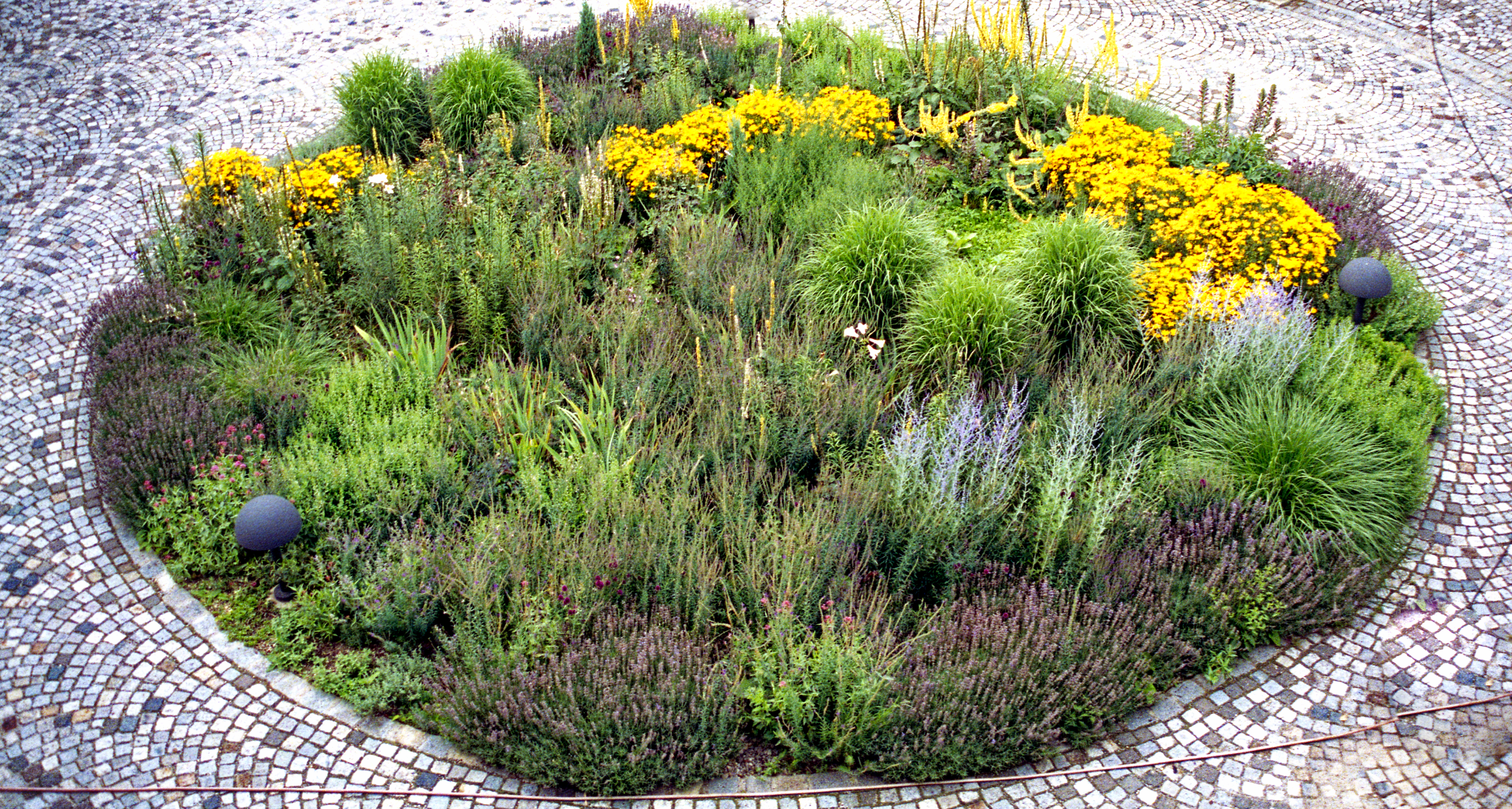
Blühende Stauden im Rondell des Innenhofs, Erstbepflanzung 1994

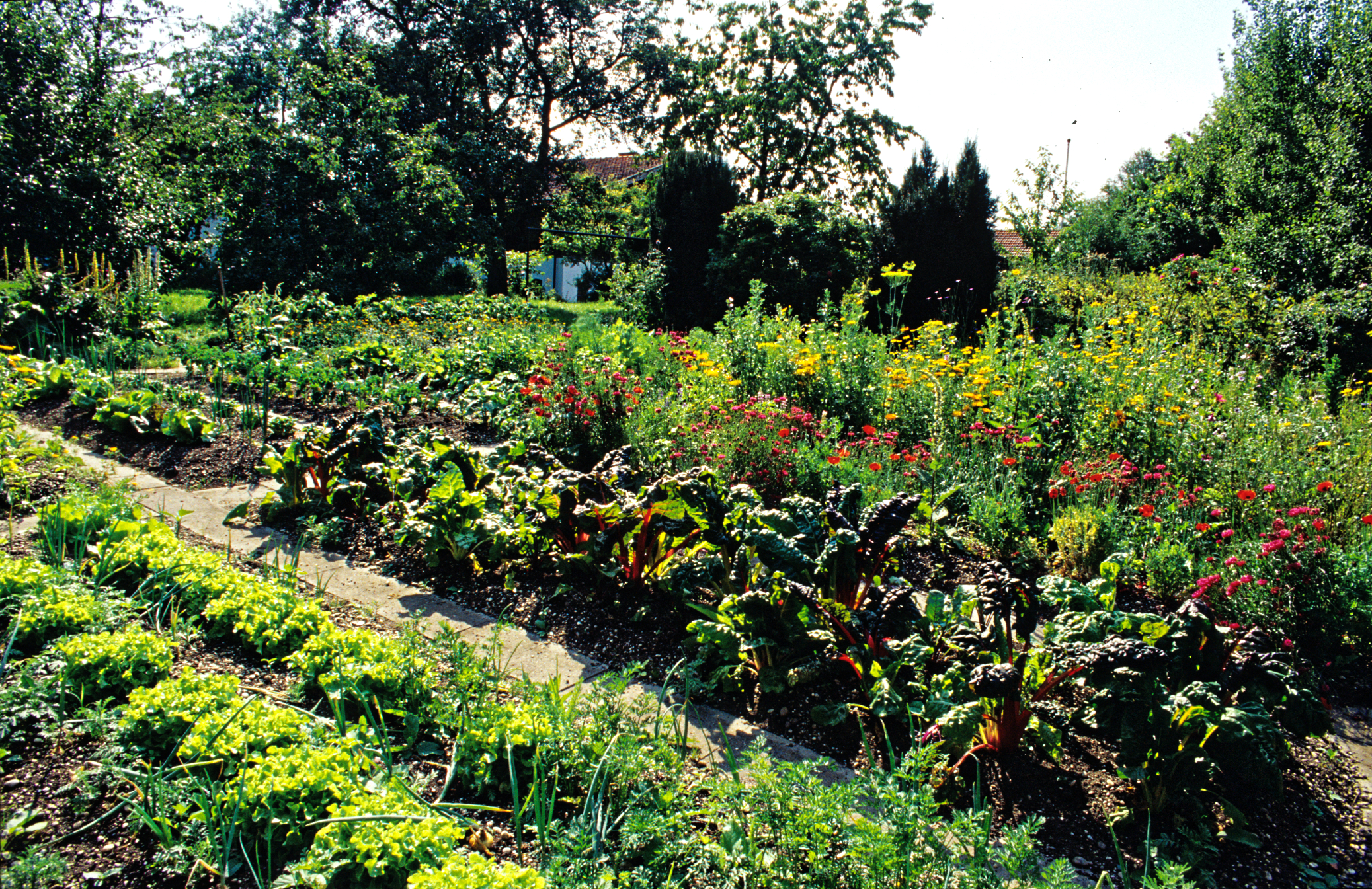
Querbeetnutzgarten (2003)

Wintergarten, gebaut mit Holz vom ehemaligen BR-Sendeturm Ismaning (2010)

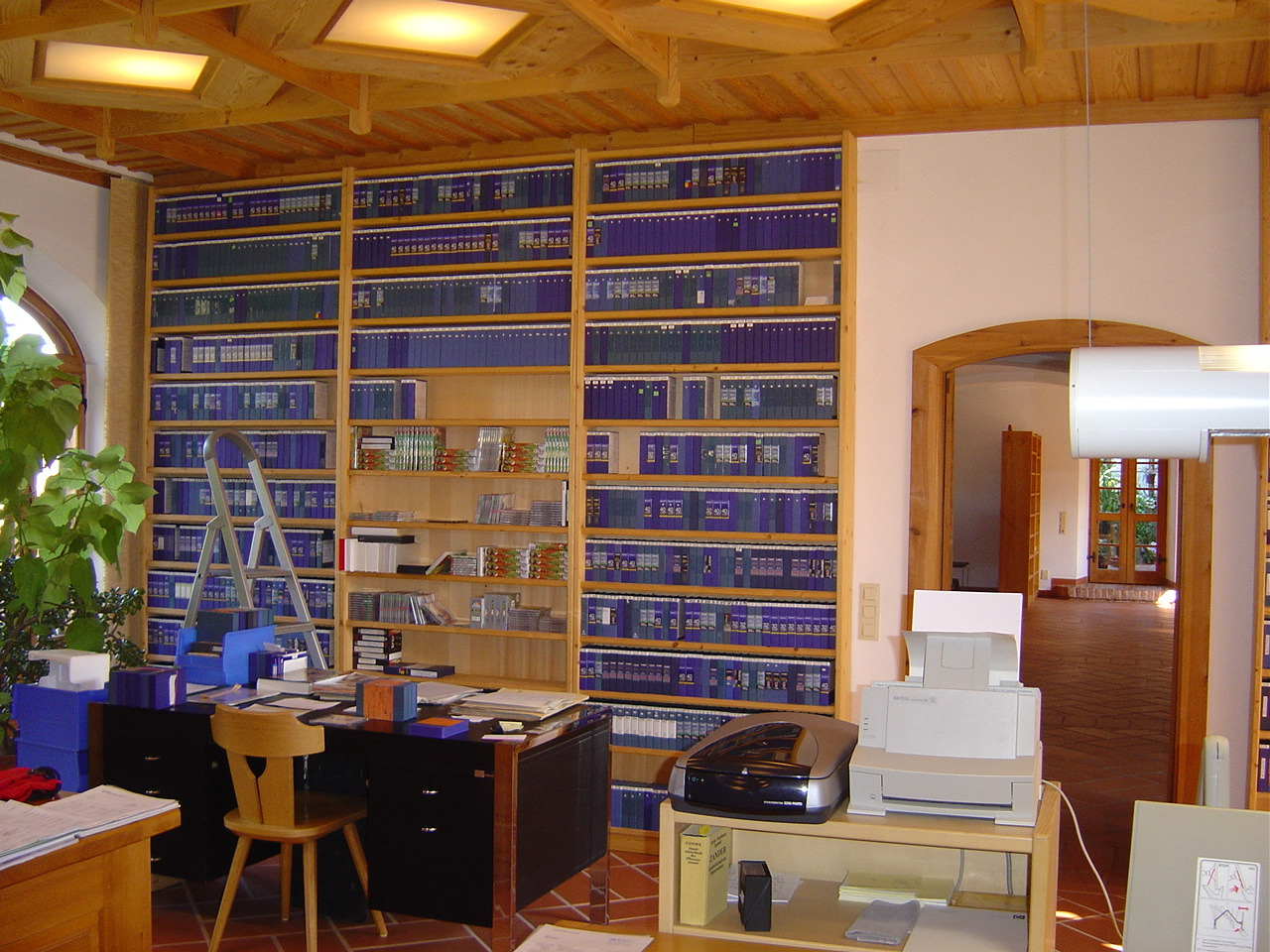
Studio und Archiv von Querbeet in Niederbayern (1994–2009)

Querbeettest von Balkon- und Terrassenpflanzen (2010)

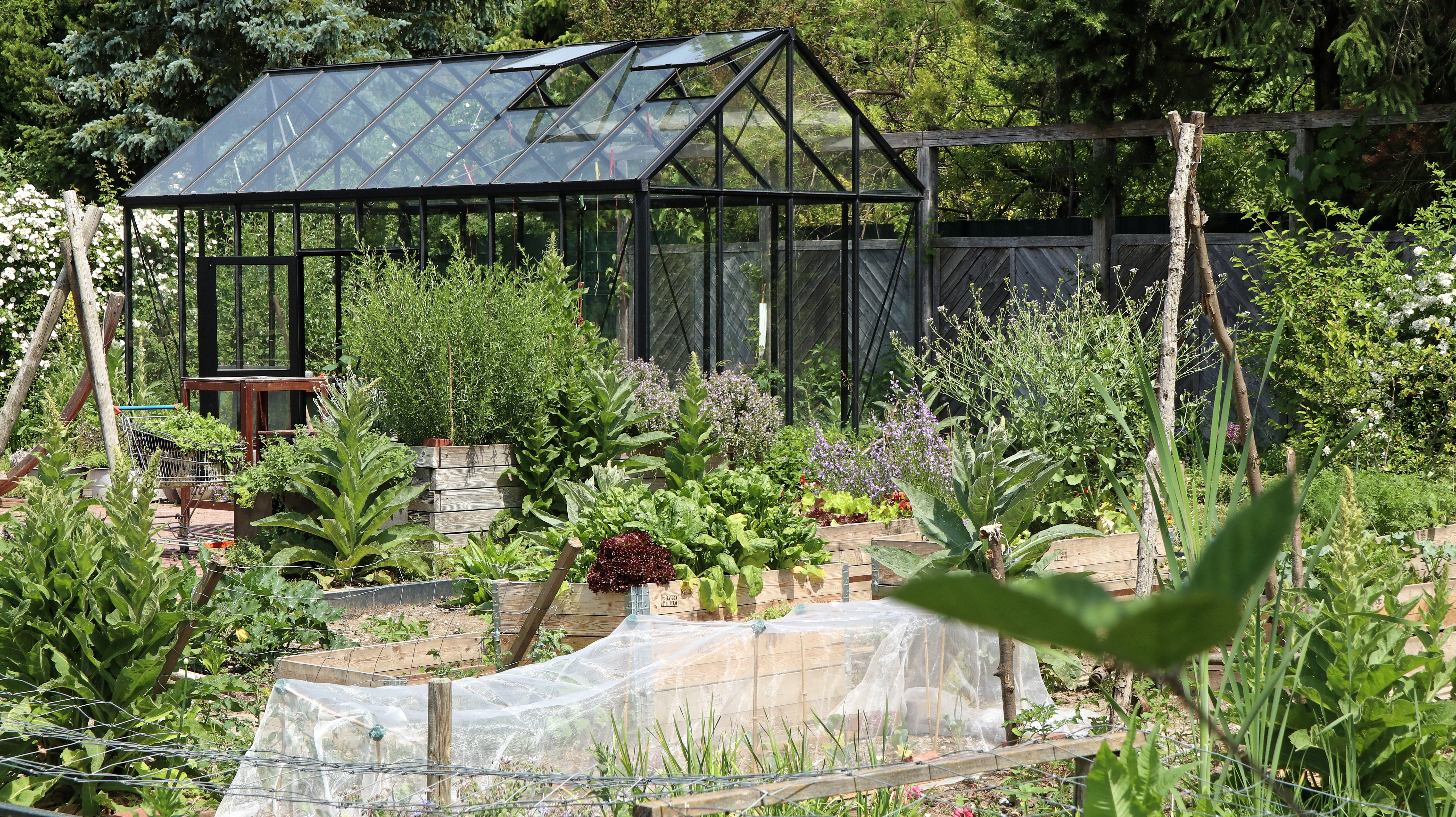
Der neue Querbeetgarten (2021)

Die Sendung wird jeden zweiten Montag im Wechsel mit dem Umweltmagazin „Unkraut“ um 19 Uhr im BR Fernsehen ausgestrahlt. Videos und Ausstrahlungstermine von Querbeet und anderen Gartensendungen veröffentlicht die ARD auf ihrer Homepage unter der Rubrik Garten. Einen monatlichen Überblick über die Ausstrahlungstermine der Gartensendungen in ARD und ZDF gibt es auf der Seite von Angels-Garden.

## Konzeption und Inhalt

### Privatproduktion 1994
Das Format wurde von Burkhard Mücke (Idee/Projektleitung/Regie) und dem Biologen John A. Ferguson (Idee/Hauptautor) entwickelt und von 1994 bis 1998 außerhalb des Bayerischen Rundfunks frei produziert und im BR-Fernsehen sowie in den Dritten Programmen mehrerer ARD-Sender ausgestrahlt. Die Ausstrahlung einer Pilotsendung erfolgte am Sonntag, den 18. September 1994 nachmittags um 16 Uhr in Bayerischen Fernsehen.
Basis und Vorlage für die Sendereihe war das von Ferguson/Mücke produzierte 45-Minuten-Feature mit dem Titel „Die Schau kann beginnen“ anlässlich der Internationalen Gartenbauausstellung (IGA 83) in München. Der von der ARD am 28. April 1983 ausgestrahlte Film wurde von 5 Millionen Zuschauern angesehen.

### BR-Produktion 1998
1998 erwarb der BR unter Beibehaltung von Logo und Titel das Sendeformat Querbeet, etablierte die im Abspann als „Sendung von Burkhard Mücke“ deklarierte Sendung an einem festen Primetime-Sendeplatz im Bayerischen Fernsehen und strahlte Querbeet dort erstmals am 18. Januar 1998 aus. Im Jahr 2008 galt Querbeet mit bundesweit über 1,5 Millionen Zuschauern pro Sendung als erfolgreichste Gartensendung im deutschen Fernsehen.

### Moderatoren und Experten
Die Sendung verzichtete bis April 2016 auf die für Ratgebersendungen übliche durchgehende Moderation. Stattdessen führten Garten- und Pflanzen-Experten als Submoderatoren durch die Sendung. Eine der markantesten Protagonistinnen, die in 232 Sendungen mitwirkte, war die Medizinhistorikerin und Phythopharmakologin Christa Habrich, die auch maßgeblichen Anteil an der Entstehung der Sendereihe hatte. Beteiligt an der Entwicklung des Sendeformats war auch Maria Sansoni, die von der ersten Sendung an als Expertin für mediterrane Kübelpflanzen in der Sendung auftrat sowie Cornelia Augustin, die über zwei Jahrzehnte bis 2016 in ihrer Gärtnerei im oberfränkischen Effeltrich das Thema Stauden den Zuschauern näher brachte. Meisterkoch Gregor Wittmann, ein Schüler von Alfons Schuhbeck kreierte im Jahre 2001 in seiner Restaurantküche in Walting bei Eichstätt die Querbeet-Gartenküche. Im April 2016 wurde die Sendung von 45 Minuten auf 30 Minuten gekürzt. Seither moderiert die gelernte Gärtnerin Sabrina Nitsche die Sendung. Redaktionsleiterin von Querbeet ist Christine Peters.

### Querbeetgarten
Die praktischen Gartenthemen wurden von 1994 bis 2010 im Querbeet-Garten inszeniert und gedreht. Der Querbeetgarten bestand aus einem weitläufigen Nutzgarten mit Obst und Gemüse, einem Wildgarten für Bienen und Schmetterlinge, einem kleinen Gewächshaus, mehreren Frühbeetkästen, und einem großräumigen Wintergarten, all dies in Passelsberg, einem denkmalgeschützten Bauernhof im niederbayerischen Rottal. In den Gebäuden des Vierseithofs befand sich auch das mit entsprechender Fernseh-Technik ausgestattete Querbeet-Studio, in dem das Sendeformat von John A. Ferguson und Burkhard Mücke entwickelt und die einzelnen Sendungen von ihnen 14 Jahre lang bis zum Umzug in ihr vom BR bis 2010 mitgenutztes Querbeetstudio in München konzipiert und realisiert wurden. Der Wintergarten wurde aus dem unverwüstlichen Pechkiefernholz des 1983 gesprengten Sender Ismaning gebaut (Bilder der Hölzer). Seit 2011 werden Ratgeberthemen in einem vom Bayerischen Rundfunk finanzierten Garten in München-Freimann thematisiert.

### Gärten der Welt
Prägendes Element des Sendeformats von der ersten Sendung an waren bis 2020 Gartenporträts unter der Rubrik „Gärten der Welt“. Gezeigt wurden jeweils am Schluss der Sendung Gärten in Deutschland und Europa, botanische Gärten, aber auch private und historische Gärten in Italien, Holland, Österreich, Großbritannien, Schottland, Frankreich, Tschechien, Polen, Japan, Kalifornien, und Japan.
Porträts von 194 „Gärten der Welt“, die im Laufe der ersten 16 Jahre in Querbeet ausgestrahlt wurden, finden sich auf der Homepage von Querbeet im Webarchiv. 2014 wurden zum 20-jährigen Jubiläum der Sendereihe Querbeet die Highlights aus der Reihe „Gärten der Welt“ wie zum Beispiel die Lombardischen Gärten, Porträts vom Querbeetgarten, von Kew Gardens, von Wakehurst Garden und von Polesden Lacey auf DVD veröffentlicht.

### Titelmusik von Johannes Brahms
Unverkennbares Element der Sendung war von 1994 bis 2016 die Trailermusik, eine Sequenz des fünften Satzes Rondo Allegro der Serenade Nr. 2 in A-Dur aus dem Opus 16 von Johannes Brahms, die von 1994 bis Oktober 2007 in der Brahmschen Originalfassung als musikalischer Auftakt der Sendung diente. 2007 beauftragten John A. Ferguson und Burkhard Mücke den damals im Nationaltheater München tätigen spanischen Komponisten Ferran Cruixent, auf Basis der Brahmsvorlage eine neue Trailermusik mit dem Titel „Querbeetissimo“ zu komponieren. Der von Musikern des Radio-Sinfonieorchesters Bratislava eingespielte Trailer war bis April 2016 in der Regelsendung und ist in der Sendereihe Querbeet Classix weiterhin das Markenzeichen von Querbeet. Von 2007 bis 2014 stellte der BR den 23 Sekunden langen Openingtrailer der Sendung kostenlos zum Herunterladen an in die Querbeethomepage ein. Der etwas längere Schlusstrailer ist 47 Sekunden lang.

Querbeet-Openingtrailer/23 s 

Querbeet-Schlusstrailer/47 s 

## Querbeet-Extras
In unregelmäßiger Folge werden sogenannte Querbeet-Extras ausgestrahlt. Sie widmen sich umfassend einem einzelnen Thema.
| - 1994 Allerheiligen - 1997 Chelsea Flower Show - 1997 Wilde Orchideen in Griechenland - 1997 Wintergarten aus Holz - 1998 Wisley Garden - 2003 Der Querbeetgarten: Gartenräume – Gartenträume - 2003 20 Jahre IGA München - 2003 La Mortella - 2003 Blühendes Breslau - 2003 Biblische Pflanzen - 2004 Allerheiligen - 2004 Weihnachtliches Pflanzenbrevier - 2005 BUGA München - 2005 Resümee BUGA - 2005 Das letzte Gärtlein | - 2006 Klostergärtnerei Gars - 2006 Gärten in Cornwall - 2006 Marienpflanzen - 2007 Wisley Garden - 2007 Historische Gärten in Polen - 2007 Lombardische Gärten - 2007 Das letzte Gärtlein - 2008 Vatikanische Gärten - 2010 Die Gärten der Päpste - 2011 Grünes Paris - 2012 Gärten in Dänemark - 2014 100 Jahre Botanischer Garten München-Nymphenburg - 2016 Gärten in Spanien - 2019 Gärten auf Mallorca |

## Auszeichnungen
Im Jahr 2008 verlieh die Deutsche Gesellschaft für Gartenkunst und Landschaftskultur (DGGL) dem Erfinder und Projektleiter des Sendeformats Querbeet, Burkhard Mücke, für die Idee und Gestaltung seiner Sendung den „DGGL-Kulturpreis für herausragende Leistungen auf dem Gebiet der Gartenkunst und Landschaftskultur“. Sichtbares Zeichen des Kulturpreises ist das Goldene Lindenblatt. Ebenso wurde der Hauptautor der Sendung, der Biologe und Botaniker John A. Ferguson mit dem DGGL-Kulturpreis ausgezeichnet sowie der Redakteur Udo A. Zimmermann als Vertreter des Senders.

Die Querbeet-Autorin Maria Sansoni-Köchel wurde u. a. für ihre publizistische Tätigkeit im Rahmen der Sendung und in den Querbeetbüchern im Jahre 2010 mit dem Weihenstephaner Hans-Bickel-Preis ausgezeichnet.

## Begleitbücher, DVD, VHS
1998 veröffentlichte der BR einen 360-minütigen Videoführer durch das gesamte Gartenjahr, drei Videokassetten mit jeweils 90 Minuten Länge, mit Ratgebertipps in den Jahreszeiten Frühjahr, Sommer, Herbst. 2005 publizierte der BR eine Verkaufs-DVD mit dem Titel Von der IGA zur BUGA mit zwei halbstündigen im Rahmen von Querbeet ausgestrahlten Filmen zur Internationalen Gartenbauausstellung (IGA 83) in München und zur Bundesgartenschau 2005 in München. Von 2007 bis 2016 wurden 9 Begleitbücher zur Sendung veröffentlicht, das erste beim Bayerischen Obst- und Gartenbauverlag, 8 Bücher bei AV-Buch bzw. dem Cadmosverlag, der 2016 seine Zusammenarbeit mit Querbeet beendete. Basis und Vorlage für die ersten fünf auf dem von John A. Ferguson kreierten phänologischen Gartenkalender basierenden Sendungsbegleitbücher ist das 1987 veröffentlichte gartenphänologische Standardwerk Der Garten der zehn Jahreszeiten, in dem in einem beigelegten Faltblatt mit dem Titel Naturnaher Gartenkalender Erfahrungen aus der Wissenschaft der Phänologie erstmals detailliert in die gärtnerische Praxis umgesetzt wurden.